# Quercus robusta
Quercus robusta (també anomenat roure robust) és una espècie d'arbre de la família de les fagàcies. Està classificada en la secció dels roures vermells d'Amèrica del Nord, Centreamèrica i el nord d'Amèrica del Sud que tenen els estils llargs, les glans maduren en 18 mesos i tenen un sabor molt amarg. Les fulles solen tenir lòbuls amb les puntes afilades, amb truges o amb pues en el lòbul.

## Distribució
És un endemisme on només es troba a les Muntanyes Chisos, a l'interior del Parc Nacional de Big Bend a l'oest de Texas.

## Descripció
Quercus robusta és un arbre caducifoli que pot assolir fins als 13 metres d'altura. L'escorça és de color negre o marró i les branques fosques de color marró vermellós. Les fulles són de fins a 12 cm de llarg, amb unes poques dents o petits lòbuls al llarg de les vores. L'arbre creix en canyons boscosos humits.

## Taxonomia
Quercus robusta va ser descrita per Cornelius Herman Muller i publicat a Torreya 34(5): 119–120. 1934.
Etimologia
Quercus: nom genèric del llatí que designava igualment al roure i a l'alzina.
robusta: epítet llatí que significa "robust".